# Isabel Egli
Isabel Egli (* 4. März 1997) ist eine Schweizer Schwingerin. Aufgrund ihres Siegs in der Jahreswertung sowie des gestellten Schlussgangs beim Eidgenössischen Frauen- und Meitlischwingfest 2024 in Sitten wurde sie zur Schwingerkönigin 2024 gekürt.

## Schwingen und Leben
Isabel Egli wohnt in Menzberg im Kanton Luzern. Sie begann bereits im Kindesalter mit dem Schwingsport und schwingt für den Frauenschwingclub Steinhuserberg. Sie machte sich früh durch ihre kraftvolle und technisch versierte Schwingweise einen Namen. Über die Jahre hinweg etablierte sie sich an regionalen und nationalen Wettkämpfen als eine der stärksten Schwingerinnen der Schweiz. Neben ihrer sportlichen Laufbahn arbeitet Egli als diplomierte Pflegefachfrau. Im Rahmen der Initiative «Sportheldinnen» der Stiftung IdéeSport wurde sie zudem als Schwingerin in das Sportheldinnen-Sammelheft aufgenommen, um als Vorbild für junge Frauen und Mädchen zu dienen. Wie ihre Eltern und Geschwister ist auch ihr Partner Adrian Schmutz im Schwingsport aktiv.

## Erfolge
Isabel Egli gewann im Verlauf ihrer Karriere 25 Kränze und sieben Kranzfeste (Stand 2024). Im August 2024 sicherte sie sich beim Eidgenössischen Frauen- und Meitlischwingfest in Sitten den Titel der Schwingerkönigin, nachdem sie die Jahreswertung für sich hatte entscheiden können und der Schlussgang gegen Jasmin Gäumann gestellt endete.